# 野尻明裕
野尻明裕（のじり あきひろ、1968年 - ）は日本の社会起業家。ニューヨーク州弁護士。

## 概要
京都府生まれ。桐朋高等学校、東京大学法学部卒業。1991年 大蔵省入省。主計局総務課配属。1993年 ハーバード大学ロースクール留学。1994年 ハーバード大学ロースクール修了。国際金融局国際機構課通貨基金係長を経て、ニューヨーク総領事館副領事（財務担当）。駐在中にニューヨーク州弁護士資格を取得。国際通貨基金（IMF）アジア太平洋地域事務所エコノミスト。2000年7月 理財局国債課長補佐。2001年1月6日 財務省理財局国債課長補佐。2002年 金融庁監督局保険課長補佐（総括）。2003年7月 財務省を依願退官。同年8月 株式会社ニッシン入社。2004年6月 同社取締役財務部長。2009年5月 フライシュマン・ヒラード・ジャパン株式会社入社。パブリック・アフェアーズ部門を統括。2010年5月 ボックスグローバル・ジャパン株式会社を設立し、代表取締役社長となる。
2023年10月2日に行われたジャニーズ事務所記者会見の運営を受託したFTIコンサルティングの責任者であった。問題となった「NG記者」リストについて、「リストの準備はいいシステムだと思ったか」という問いに対して、「いいかどうかというのは私自身は判断する立場じゃないと思ってます」と回答した。